# VM i e-cykling
Verdensmesterskabet i e-cykling (engelsk: UCI Cycling Esports World Championships) arrangeres af cykelsportens verdensforbund UCI og blev for første gang afviklet i december 2020.

## Medaljevindere

### Herrer
| År   | Platform        | Distance             | Guld                   | Sølv                  | Bronze                      |
| ---- | --------------- | -------------------- | ---------------------- | --------------------- | --------------------------- |
| 2020 | Zwift           | 50,035 km            | Jason Osborne (GER)    | Anders Foldager (DEN) | Nicklas Amdi Pedersen (DEN) |
| 2021 | ikke arrangeret | ikke arrangeret      | ikke arrangeret        | ikke arrangeret       | ikke arrangeret             |
| 2022 | Zwift           | 54,9 km              | Jay Vine (AUS)         | Freddy Ovett (AUS)    | Jason Osborne (GER)         |
| 2023 | Zwift           | 14,2 + 8,6 + 12,3 km | Bjørn Andreassen (DEN) | Jason Osborne (GER)   | Marc Mäding (GER)           |
| 2024 | MyWoosh         |                      | Jason Osborne (GER)    | Lionel Vujasin (BEL)  | Kasper Borremans (FIN)      |

### Damer
| År   | Platform        | Distance             | Guld                         | Sølv                  | Bronze               |
| ---- | --------------- | -------------------- | ---------------------------- | --------------------- | -------------------- |
| 2020 | Zwift           | 50,035 km            | Ashleigh Moolman-Pasio (RSA) | Sarah Gigante (AUS)   | Cecilia Hansen (SWE) |
| 2021 | ikke arrangeret | ikke arrangeret      | ikke arrangeret              | ikke arrangeret       | ikke arrangeret      |
| 2022 | Zwift           | 54,9 km              | Loes Adegeest (NED)          | Cecilia Hansen (SWE)  | Zoe Langham (GBR)    |
| 2023 | Zwift           | 14,2 + 8,6 + 12,3 km | Loes Adegeest (NED)          | Zoe Langham (GBR)     | Jacquie Godbe (USA)  |
| 2024 | MyWoosh         |                      | Kate McCarthy (NZL)          | Gabriela Guerra (BRA) | Kathrin Fuhrer (SUI) |